# Проб (консул 513 г.)
Вижте пояснителната страница за други личности с името Проб.
Флавий Проб (на латински: Flavius Probus) е римски политик през началото на 6 век.
През 512 г. той е vir illustris. През 513 г. е консул на Запад заедно с Флавий Тавър Клементин Армоний Клементин в Източната Римска империя.